# 토니 쿠슈너

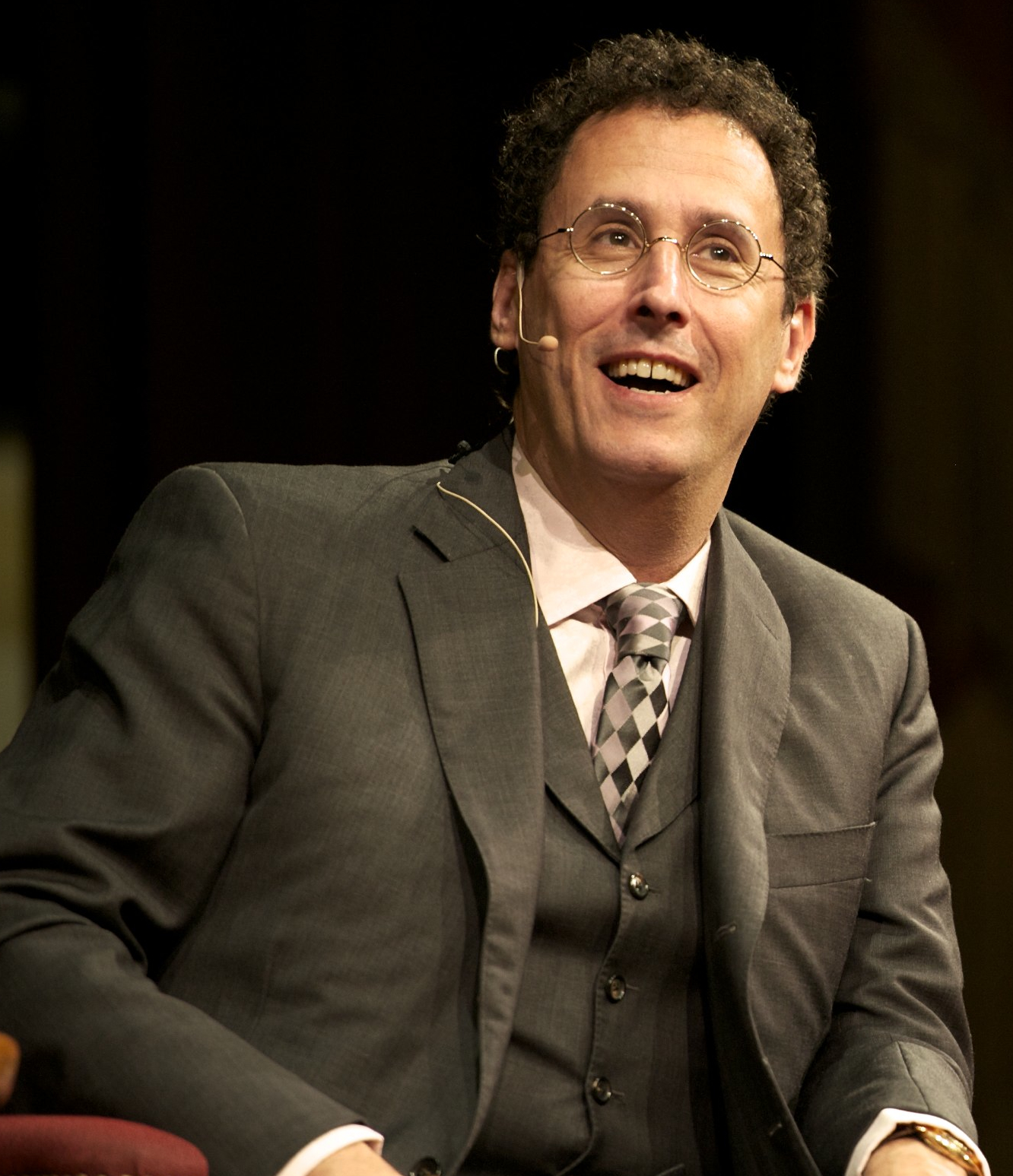
토니 커시너

토니 쿠슈너(Tony Kushner, 1956년 7월 16일 ~ )는 미국의 극작가, 시나리오 작가이다. 1993년에 무대 《아메리카: 어 게이 판타지아 온 내셔널 심스》로 퓰리처상 연극 부문을 수상했다. 영화에서는 2005년 영화 《뮌헨》, 2012년 영화 《링컨》의 각본을 집필하였다.